# دانيال غونزاليس كالفو
دانيال غونزاليس كالفو (بالإسبانية: Daniel González)‏ (30 يناير 1984 في تشيلي - ) هو لاعب كرة قدم تشيلي في مركز الوسط. شارك مع منتخب تشيلي لكرة القدم. أما مع النوادي، فقد لعب مع أوداكس إيتاليانو وإيفرتون دي فينا ديل مار وكولو-كولو ونادي أوهيجينس وهواتشيباتو وديبورتيس أنتوفاغاستا وتراساندينو دي لوس أنديس ‏ وA.C. Barnechea ‏ ونادي كوبريلوا ونادي ناوتيكو.

## وصلات خارجية
- دانيال غونزاليس كالفو على موقع ناشيونال فوتبول تيمز (الإنجليزية)
- دانيال غونزاليس كالفو على موقع عالم كرة القدم.نت (الإنجليزية)
- دانيال غونزاليس كالفو على موقع AS.com (الإسبانية)